# Volno-Vesioli
Volno-Vesioli (del ruso: Вольно-Весёлый) es un jútor del raión de Guiaguínskaya en la república de Adiguesia de Rusia. Está situado 17 km al este de Guiaguínskaya y 35 km al nordeste de Maikop, la capital de la república. Tenía 84 habitantes en 2010
Pertenece al municipio de Dondukóvskaya.

## Servicios sanitarios
Existe en la localidad una filial del Hospital Central Regional de Guiaguínskaya

## Transporte
Cuenta con una plataforma ferroviaria en la línea Tuapsé-Armavir.